# جبل أرارات

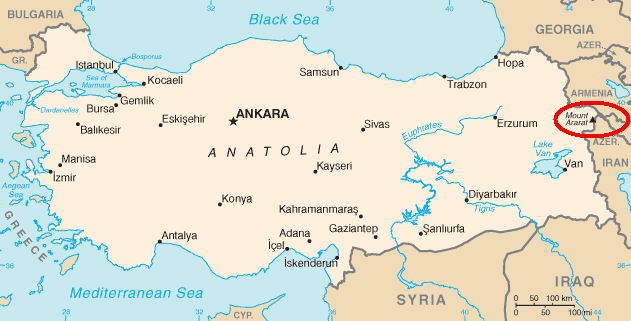
موقع جبل أرارات

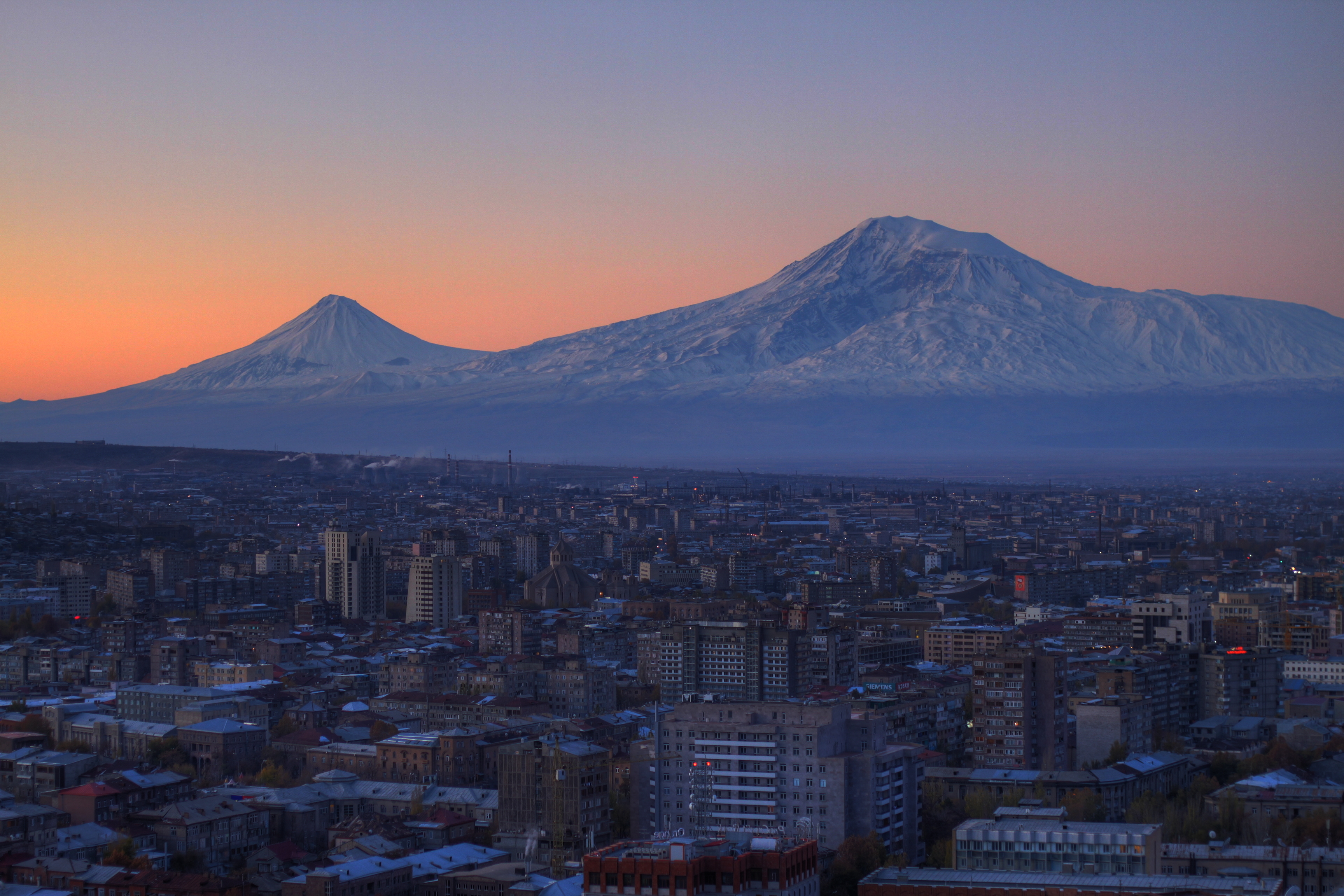
منظر لجبل أرارات من العاصمة الأرمنية يريفان

جبل أرارات (بالتركية:Ağrı Dağı، بالأرمنية:Արարատ) (بالكردية: Çiyayê Agirî). هو أعلى قمة جبلية (5165 م) بتركيا. جبل أرارات بركان نائم تغطيه الثلوج، يقع في شمال منطقة شرق الأناضول بمحافظة أغري، على بعد 16 كلم من الحدود مع إيران و 32 كلم من الحدود مع أرمينيا.
يبلغ قطر جبل أرارات حوالي 40 كيلومتر يحاذي حدود إيران وتركيا وأرمينيا وأذربيجان. وله قمتان: ماسيس الكبير (أعلى قمة في هضبة أرمينيا بارتفاعِ 5.137)، وماسيس الصغير أقل ارتفاعاً (بارتفاعِ 3.896). وتشكل الجبل نتيجة لثورات البركانية وكميات الحمم. سجل آخر نشاط زلزالي في شهر يوليو من سنة 1840 م.
يرتبط جبل أرارات بعدة ديانات حيث طبقاً لسفر التكوين، فقد استقرت سفينة نوح على قمته، كما يحظى بمكانة رفيعة لدى الأرمن، حيث يرتبط بالقومية الأرمنية منذ عصور ما قبل الميلاد. ويعد جبل أرارات الرمز الوطني الرئيسي لأرمينيا وقد اعتبره الأرمن جبلاً مقدساً. وظهر بشكل بارز في الأدب والفن الأرمني، وهي أيقونة لفكرة أرمينية العظمى. جنبا إلى جنب مع سفينة نوح، يصور على شعار أرمينيا.
تمكن فريدريتش بارو (ابن أول رئيس لجامعة تارتو باستونيا) لأول مرة من تسلق الجبل والوصول لقمته برفقة أربعة من الطلبة. كان ذلك سنة 1829. منعت تركيا من تسلق الجبل من العام 1990 حتى عام 1998، واليوم يعدّ تسلقه مجانيًّا.

## في الثقافة الأرمينية

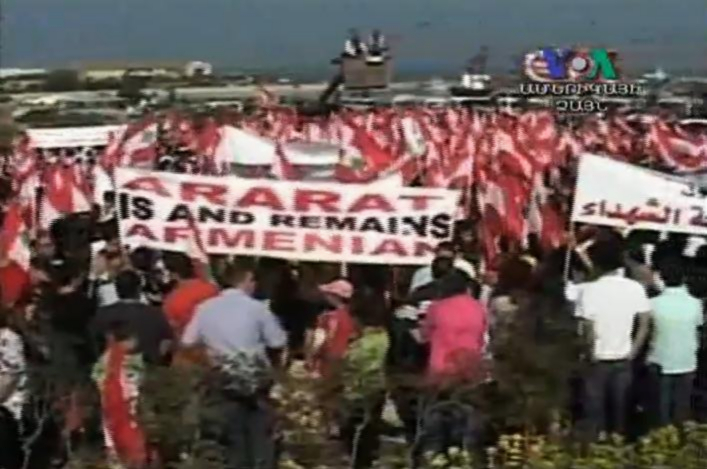
لافتة مكتوب عليها «جبل أرارات لا يزال أرمنيا» لأرمن لبنان.

أما اسم ماسيس الذي يشير إلى كلتا القمتين فهو مشتق من اسم الملك أماسيا الأرمني، ابن حفيد أبو القومية الأرمنية هايك.
وتتوسط صورة الجبل حالياً شعار جمهورية أرمينيا بعد نيل استقلالها عام 1991، لما لآرارات من مكانة خاصة لدى الأرمن في الوطن الأم، أو الناجين من المذبحة الأرمنية والمنتشرين في دول الاغتراب.

## معرض صور

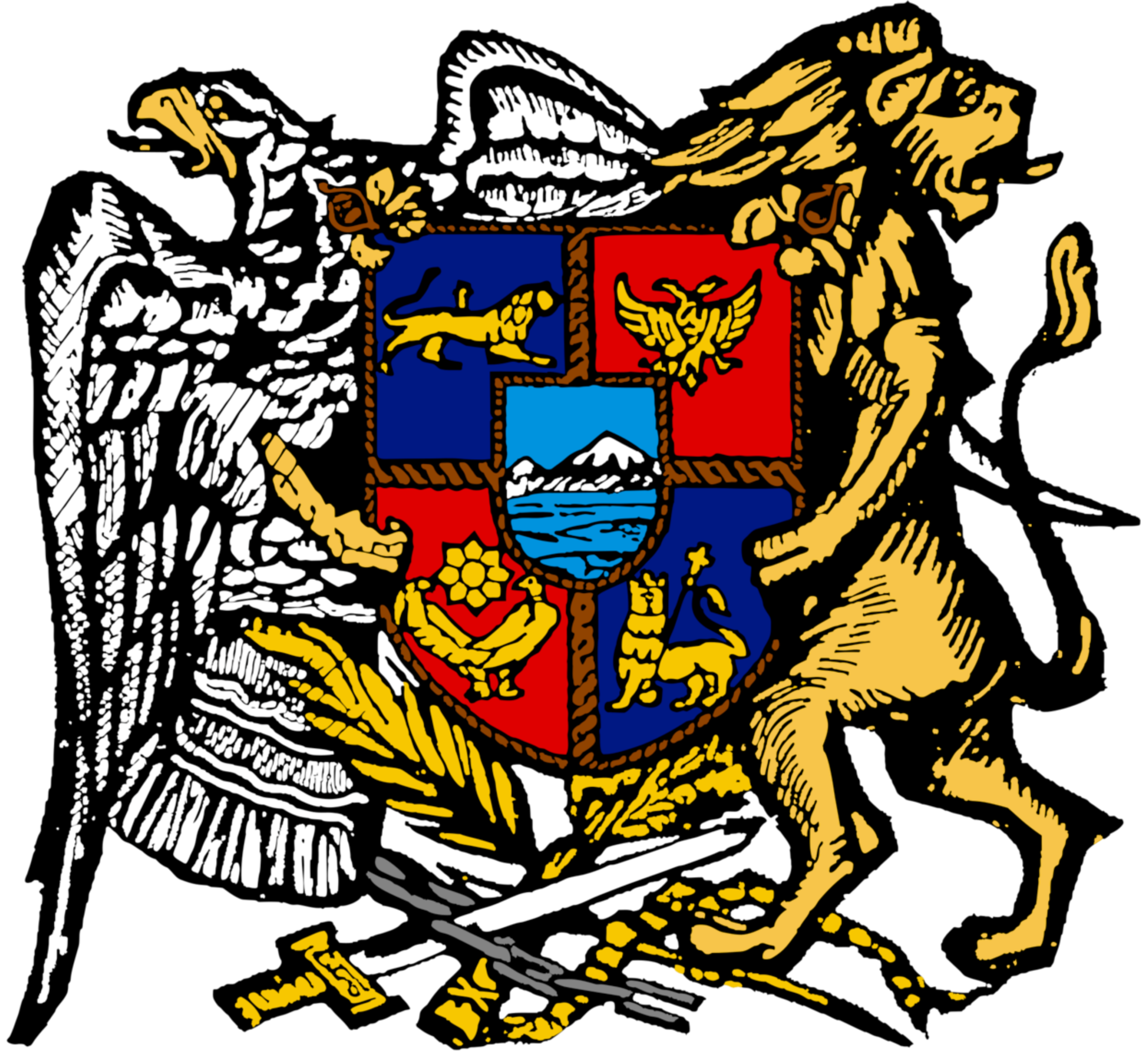

## وصلات خارجية
- صور لجبل أرارات
- جبل أرارات على ويكيمابيا
- صور لجبل أرارات